# Spondylurus macleani
Spondylurus macleani — вид сцинкоподібних ящірок родини сцинкових (Scincidae). Ендемік Британських Віргінських Островів.

## Поширення і екологія
Spondylurus macleani є ендеміками крихітного острівця Керрот-Рок, розташованого на південь від острова Петер. Цей острівець являє собою скелю, місцями порослу кактусами та іншою рослинністю.

## Збереження
МСОП класифікує цей вид як такий, що перебуває на межі зникнення. За оцінками дослідників, популяція Spondylurus macleani становить менше 200 особин. Їм загрожує хижацтво з боку чорних щурів та кліматичні зміни.